# Marisa Tomei
Marisa Tomei (Brooklyn, Nova York, 4 de desembre de 1964) és una actriu estatunidenca.

## Biografia
Tomei és d'origen porto-riqueny. L'actriu destaca a Untamed Heart de Tony Bill amb Christian Slater; Chaplin de Richard Attenborough (en el paper de Mabel Normand), The paper de Ron Howard, Welcome To Sarajevo de Michael Winterbottom, Slums of Beverly Hills de Tamara Jenkins o també en la comèdia romàntica What Women Want de Nancy Meyers.
Marisa Tomei es dedica molt al teatre. Ha pogut interpretar a Broadway el paper de Salomé a l'obra del mateix títol, al costat d'Al Pacino i de Dianne Wiest. Ha interpretat igualment No Se Paga! de Dario Fo. El març de 2004, a Bombai i a través de l'Índia, interpreta amb Jane Fonda Els monòlegs de la vagina d'Eve Ensler.
En el cinema, se la veu a The Guru amb Mike Myers i Heather Graham i Self Control amb Jack Nicholson i Adam Sandler. El novembre de 2005, Marisa és al cartell de la pel·lícula de Factotum on actua al costat de Matt Dillon.
El febrer de 2009, se la retroba a El lluitador (Lleó d'Or a Venècia, la pel·lícula de Darren Aronofsky amb Mickey Rourke.

## Filmografia
- 1956-1985: As the World Turns (sèrie TV): Marcy Thompson Cushing (1983-1985)
- 1984: The Flamingo Kid: Mandy
- 1985: The Toxic Avenger: Health Club Girl
- 1986: Playing for Keeps: Tracy
- 1987: Supermom's Daughter (TV): Noelle Crandall
- 1987: A Different World" (sèrie TV): Maggie Lauten (1987-1988)
- 1990: Parker Kane (TV): April Haynes
- 1991: Oscar de John Landis: Lisa Provolone
- 1991: Zandalee de Sam Pillsbury: Remy
- 1992: My Cousin Vinny de Jonathan Lynn: Mona Lisa Vito
- 1992: Equinox: Rosie Rivers
- 1992: Chaplin de Richard Attenborough: Mabel Normand
- 1993: Untamed Heart de Tony Bill: Caroline
- 1994: The Paper de Ron Howard: Martha Hackett
- 1994: Només tu (Only You) de Norman Jewison: Faith Corvatch
- 1995: Cuando salí de Cuba The Perez Family: Dorita Evita Perez
- 1995: Four Rooms: Margaret
- 1996: Tornar a viure (Unhook the Repartiment) de Nick Cassavetes: Monica Warren
- 1997: A Brother's Kiss: Missy
- 1997: Welcome to Sarajevo: Nina
- 1998: My Own Country (TV): Mattie Vines
- 1998: Des que vau marxar (Since You've Been Gone) (TV): Tori
- 1998: Only Love (TV): Evie
- 1998: Slums of Beverly Hills de Tamara Jenkins: Rita Abromowitz
- 2000: Dirk and Betty: Paris
- 2000: Happy Accidents de Brad Anderson: Ruby Weaver
- 2000: Joc assassí (The Watcher): Dr. Polly Beilman
- 2000: King of the Jungle: Detectiu Costello
- 2000: What Women Want de Nancy Meyers: Lola
- 2001: A l'habitació (In The Bedroom): Natalie Strout
- 2001: Someone Like You...: Liz
- 2001: Jenifer (TV): Nina Capelli
- 2002: Just a Kiss: Paula
- 2002: The Guru: Lexi
- 2002: Els Thornberrys: La pel·lícula (The Wild Thornberrys Movie): Bree Blackburn (veu)
- 2003: Executiu agressiu (Anger Management): Linda
- 2003: Els Simpson: Sara Sloane
- 2004: Game Over (sèrie TV): Raquel Smashenburn (pilot) (veu)
- 2004: Alfie de Charles Shyer: Julie
- 2005: Un toc de seducció (Marilyn Hotchkiss' Ballroom Dancing and Charm School): Meredith Morrison
- 2005: Loverboy: Sybil
- 2005: Factotum de Bent Hamer: Laura
- 2006: Rescue Me (TV): Angela
- 2007: Wild Hogs de Walt Becker: Maggie
- 2007: Abans que el diable sàpiga que has mort de Sidney Lumet: Gina
- 2008: War, Inc.: Nathalie
- 2008: El lluitador (The Wrestler): Cassidy
- 2009: Amsterdam: Donna
- 2010: Cyrus: Molly
- 2011: Salvation Boulevard: Honey Foster
- 2011: L'innocent (The Lincoln Lawyer): Maggie McPherson
- 2011: Amor, boig i estúpid: Kate Taffety
- 2011: Els idus de març: Ida Horowicz
- 2012: Inescapable: Fatima
- 2012: Parental Guidance: Alice Simmons
- 2014: Love Is Strange: Kate
- 2014: Canvi de guió: Holly Carpenter
- 2016: Captain America: Civil War
- 2017: Spider-Man: Homecoming
- 2019: Avengers: Endgame
- 2019: Spider-Man: Far From Home
- 2020: The King of Staten Island
- 2021: Spider-Man: No Way Home
- 2024: Upgraded (film)

## Premis
- Oscar a la millor actriu secundària per a My Cousin Vinny (1993).[cal citació]